# Article 10 de la Convention européenne des droits de l'homme
L'article 10 de la Convention européenne des droits de l'Homme protège la liberté d'expression, composée entre autres de la liberté de la presse, en spécifiant la protection des sources d'information des journalistes.

## Texte
« 1. Toute personne a droit à la liberté d'expression. Ce droit comprend la liberté d'opinion et la liberté de recevoir ou de communiquer des informations ou des idées sans qu'il puisse y avoir ingérence d'autorités publiques et sans considération de frontière. Le présent article n'empêche pas les États de soumettre les entreprises de radiodiffusion, de cinéma ou de télévision à un régime d'autorisations.
2. L'exercice de ces libertés comportant des devoirs et des responsabilités peut être soumis à certaines formalités, conditions, restrictions ou sanctions prévues par la loi, qui constituent des mesures nécessaires, dans une société démocratique, à la sécurité nationale, à l'intégrité territoriale ou à la sûreté publique, à la défense de l'ordre et à la prévention du crime, à la protection de la santé ou de la morale, à la protection de la réputation ou des droits d'autrui, pour empêcher la divulgation d'informations confidentielles ou pour garantir l'autorité et l'impartialité du pouvoir judiciaire. »
— Article 10 de la Convention européenne des droits de l'Homme

## Principe
« La liberté d'expression vaut non seulement pour les « informations » ou « idées » accueillies avec faveur ou considérées comme inoffensives ou indifférentes, mais aussi pour celles qui heurtent, choquent ou inquiètent : ainsi le veulent le pluralisme, la tolérance et l'esprit d'ouverture sans lesquels, il n'est pas de « société démocratique ». »
— Cour européenne des droits de l'homme (Fressoz et Roire c. France, § 45)
- 21 janvier 1999 : Fressoz et Roire c. France (Le Canard enchaîné). La Cour dit, à l’unanimité, qu’il y a eu violation de l’article 10 (liberté d'expression) de la Convention. À la suite du refus de la direction de Peugeot, présidée par Jacques Calvet, d’augmenter les salaires réclamés par le personnel, le Canard enchaîné publia un article détaillant l’évolution des salaires de Jacques Calvet, à partir de photocopies partielles de ses trois derniers avis d’imposition. À la suite d'une plainte de M. Calvet, une procédure pénale fut engagée à l'encontre des deux requérants pour notamment recel des photocopies des avis d'imposition du président de Peugeot, provenant de la violation du secret professionnel par un fonctionnaire non identifié. La Cour accorde aux requérants une somme égale à celle qu'ils avaient été condamnés à payer. Qui a gagné ?
- 24 novembre 2005 : July et Tourancheau c. France. La Cour conclut à la non-violation de l’article 10 (liberté d’expression) de la Convention. En 1996, le quotidien Libération, dont Serge July est directeur de publication, publia un article de Patricia Tourancheau intitulé « Amour d’ados planté d’un coup de couteau », relatant les circonstances du meurtre d’une jeune fille tuée d’un coup de couteau en mai 1996. L’article relatait les circonstances dans lesquelles le meurtre s’était déroulé et reproduisait notamment des extraits de déclarations faites à la police ou au juge d’instruction et des propos figurant au dossier de l’instruction ou recueillis lors de l’interview qu’il avait accordée à la journaliste. Se fondant sur l’article 38 de la loi du 29 juillet 1881 relative à la liberté de la presse, la condamnation des requérants par les tribunaux français ne porte pas atteinte à la liberté d’expression garantie par l’article 10 « puisqu’il s’agit de prohiber la publication de tous les actes de procédure criminelle ou correctionnelle jusqu’au jour de l’audience ». La Cour estime que l’intérêt des requérants, Patricia Tourancheau et Serge July, à communiquer et celui du public à recevoir des informations au sujet du déroulement d’une procédure pénale et sur la culpabilité des suspects, alors que l’instruction judiciaire n’était pas terminée, n’était pas de nature à l’emporter sur les considérations invoquées par la justice française : protection de la présomption d'innocence et du secret de l'instruction.
- 23 juillet 2009 : Hachette Filipacchi Associés (« Ici Paris ») c. France. La Cour conclut à l'unanimité à la violation de l'article 10 par la France en raison de la condamnation en 2002 de la requérante, une maison d’édition, à la suite de la publication en 1996 d’un article concernant le chanteur Johnny Hallyday, qui invoquait le droit à l'image et le droit à la vie privée[2],[3].
- 15 décembre 2009 : Financial Times LTD et autres c. Royaume-Uni « la protection des sources journalistiques est l'une des pierres angulaires de la liberté de la presse »[4]. Violation de l'art. 10.
- 19 janvier 2010 : Laranjeira Marques Da Silva c. Portugal (req. no 16983/06). Violation de l'art. 10. Le Portugal avait condamné un hebdomadaire pour violation du secret de l'instruction à la suite de la publication d'un article relatant les accusations de viol portées contre un homme politique, sans que cela ait provoqué de « préjudice à l'enquête » selon la Cour.
- 27 juin 2017 : Medžlis Islamske Zajednice Brčko et autres c. Bosnie-Herzégovine ([GC], no 17224/11). La Cour ne dénonce pas de violations de l'art. 10 et met en balance par rapport à l'article 8 sur l'atteinte à la vie privée.

## Restrictions possibles
Le paragraphe 2 de l'article 10, qui prévoit des restrictions à la liberté d'expression, ne distingue pas selon la nature de l'expression en cause, et ne connaît notamment pas d'exception en faveur de la recherche scientifique. Les discours et débats politiques ne sont pas restreints.
Conditions de validité :
- Les limites doivent être prévues par la loi (réserve législative) et la cour ajoute « encore faut-il que la loi soit claire et prévisible » dans un arrêt CEDH, 26 avr. 1979, n°6538/74, Sunday Times c. Royaume-Uni. Dans cet arrêt, la Cour y ajoute le principe d’accessibilité.
- La restriction doit être inspirée par un but légitime : prévenir le crime, protéger l’ordre public, la morale.
- La mesure restrictive doit être jugée comme nécessaire dans une société démocratique. Il y a un principe de proportionnalité : les restrictions imposées doivent être proportionnées au regard du but à atteindre.